# Bernhard Folkestad

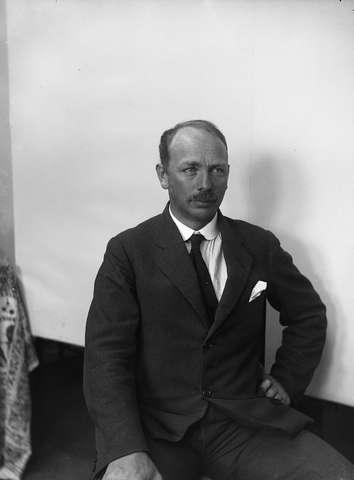
Bernhard Folkestad, 1920.

Bernhard Dorotheus Folkestad, född 13 juni 1879 i London, död 9 mars 1933, var en norsk konstnär.
Folkestad studerade i Köpenhamn, Amsterdam samt 1909 i Paris. Han framträdde som en kraftfull impressionist med stark färggivning och dekorativ läggning. Hönsbilder och stora stilleben är vanliga i Folkestads produktion, vilken även ofta visar interiörer och porträtt. Bland hans verk märks Paa mørkloftet (1905, Nationalgalleriet, Oslo) och ett porträtt av Anna Norrie.
Folkestad var far till skådespelerskan Mildred Mehle och därigenom morfar till Olle och Kristina Adolphson.